# Andrena aegypticola
Andrena aegypticola är en biart som beskrevs av Heinrich Friese 1922. Andrena aegypticola ingår i släktet sandbin, och familjen grävbin. Inga underarter finns listade i Catalogue of Life.